# Davis-Douglas Cloudster
Davis-Douglas Cloudster – pierwszy samolot zaprojektowany w zakładach Davis-Douglas (późniejszej firmie Douglas Aircraft Company) w 1921 roku. Cloudster był pierwszym w historii samolotem którego udźwig był większy niż jego masa własna. Samolot powstał w celu odbycia nim transkontynentalnego lotu przez Stany Zjednoczone, czego jednak nie udało mu się dokonać. W późniejszym czasie używany był jako samolot pasażerski. Uległ zniszczeniu w wypadku lotniczym w 1926 roku.

## Tło historyczne
Spółka Davis-Douglas powstała 22 czerwca 1920 roku w wyniku porozumienia zawartego pomiędzy Donaldem Douglasem i Davidem Davisem. Douglas był już wówczas doświadczonym konstruktorem, wcześniej pracował między innymi jako główny projektant w zakładach Glenn L. Martin Company (po fuzji z Wright Company przemianowanych na Wright-Martin Aircraft Corporation), a wcześniej jako pracownik Connecticut Aircraft Co. był także współprojektantem pierwszego sterowca zbudowanego dla United States Navy – DN-1. Douglas był wizjonerem masowego użycia samolotów do transportu towarowego i w marcu 1920 roku zrezygnował z bardzo dobrze płatnej pracy (zarabiał wówczas 10 tysięcy dolarów rocznie) we Wright-Martin Aircraft Corporation i przeniósł się do Kalifornii.
Douglas próbował zainteresować swoimi pomysłami US Navy, która jednak nie chciała podjąć bezpośredniej współpracy z pojedynczym konstruktorem. Ówczesny szef Bureau of Construction and Repairs Aircraft Division Jerome Hunsaker zasugerował Douglasowi aby ten starał się o pracę z zakładach Boeinga w Seattle, ale Douglas postanowił, że już więcej nie będzie pracować dla innych firm. Na początku 1920 roku Douglas spotkał bogatego sportowca Davida Davisa, który, mimo iż nie był zainteresowany konstrukcją samolotów towarowych, wyraził chęć sfinansowania budowy samolotu przeznaczonego dla takiego celu, ponieważ chciał odbyć pierwszy lot non-stop przez Stany Zjednoczone.
Pod koniec czerwca 1920 roku Douglas wynajął pokój na zapleczu zakładu fryzjerskiego, gdzie stworzył swoje pierwsze biuro projektowe. Do współpracy zaprosił kolegów poznanych wcześniej podczas pracy w zakładach Martina – Rossa Elkinsa, Jamesa Goodyeara, George’a Borsta, Henry’ego Guerina i George’a Strompla. Pojedynczy pokój szybko okazał się zbyt mały, aby pomieścić wszystkie osoby pracujące nad projektem i pod koniec lipca wynajęto dodatkowo duże poddasze w fabryce Koll Planning Mill, gdzie w późniejszym czasie rozpoczęto także budowę, nienazwanego jeszcze wówczas samolotu.

## Opis konstrukcji
Cloudster był jednosilnikowym dwupłatowcem o drewnianej konstrukcji, krytym sklejką i płótnem. Napęd stanowił chłodzony wodą silnik Liberty L-12 typu V12 o mocy 400 koni mechanicznych. Przednia część kadłuba, kryta sklejką, mieściła silnik i chłodnicę. Za silnikiem znajdowały się zbiorniki na paliwo o łącznej pojemności 660 galonów amerykańskich (2500 litrów) i 50-galonowy (190 l) zbiornik na olej. Za zbiornikami z paliwem i tuż za górnym skrzydłem mieścił się otwarty kokpit dla dwuosobowej załogi z siedzeniami obok siebie. Tylna część kadłuba, skrzydła, ogon i powierzchnie sterowe były kryte płótnem. W późniejszym czasie konstrukcja samolotu była kilkakrotnie modyfikowana.
Samolot otrzymał numer seryjny 100, był to najniższy numer seryjny użyty kiedykolwiek przez Douglasa.
Rozpiętość skrzydeł wynosiła 55 stóp i 11 cali (17,04 m), długość samolotu 36 stopy i 9 cali (11,2 m), a jego wysokość – 12 stóp (3,66 m). Prędkość maksymalna wynosiła 120 mil na godzinę (193 km/h), a przelotowa – 85 mil na godzinę (137 km/h). Maksymalny pułap wynosił ponad 19 tysięcy stóp (5800 m), normalny zasięg wynosił 550 mil (885 km), a zasięg maksymalny – 2800 mil (4500 kilometrów). Samolot mógł się utrzymać w powietrzu do 33 godzin.
Cloudster był pierwszym samolotem którego udźwig był większy od masy własnej.

## Historia
Samolot został zbudowany w sekcjach na poddaszu wynajętej fabryki w styczniu 1921 roku. Pojedyncze części samolotu zostały przewiezione do wynajętego hangaru Goodyear Blimp, gdzie samolot został złożony. Nazwa samolotu wzięła się od powiedzenia pilota testowego Erica Springera, który po zobaczeniu prawie ukończonego samolotu powiedział: „You’ve got a real cloud duster there, Doug” (w wolnym tłumaczeniu „To jest prawdziwy chmurołap”). Pierwsza próba lotu o mało nie zakończyła się tragicznie, pas startowy okazał się zbyt krótki nawet dla lekko załadowanego Cloudstera i zasiadający za sterami Springer przerwał start w ostatniej chwili. Pierwszy udany lot samolotu trwał 30 minut i odbył się 24 lutego, za sterami samolotu zasiadł ponownie Eric Springer w towarzystwie Davida Davisa. W marcu samolot odbył serię lotów próbnych mających za zadanie określić jego optymalną prędkość przelotową. W czasie jednego z lotów 19 marca Cloudster ustanowił nowy rekord pułapu Zachodniego Wybrzeża wznosząc się na wysokość 19 160 stóp (5840 m). Na początku czerwca Davis zdecydował, że samolot jest już gotowy do lotu transkontynentalnego. Trasa przelotu miała prowadzić z bazy United States Army Air Service w March Field w Riverside do lotniska Curtiss Field na Long Island w Nowym Jorku.
27 czerwca o godzinie 6 rano zasiadający za sterami Cloudstera Davis wystartował do lotu przez szerokość całych Stanów Zjednoczonych. W południe samolot był już nad Tucson w Arizonie, lecąc na wysokości 6000 stóp (1830 m), o godzinie 15:45 Davis dotarł do El Paso. Wkrótce po tym przestał pracować silnik z powodu awarii układu rozrządu i Davis był zmuszony lądować w Fort Bliss, uszkadzając przy tym lekko samolot. Trzy tygodnie później, po tymczasowych naprawach samolot powrócił do March Field, gdzie planowano zainstalować w nim nowy, nieco zmodyfikowany silnik Liberty. Modyfikacja samolotu przeciągała się jednak ponieważ Davis stracił zainteresowanie całym projektem, a Douglas wraz z innymi projektantami byli bardzo zajęci pracami nad nowym samolotem torpedowym Douglas DT dla US Navy. Ostatecznie pierwszego przelotu transkontynentalnego dokonali Kelly i Macready w dniach 2 i 3 maja 1923 roku lecąc Fokkerem T-2 i Douglas postanowił sprzedać Cloudstera. Samolot został zakupiony przez dwóch biznesmenów, którzy planowali używać go jako samolotu pasażerskiego obsługującego resort wypoczynkowy w Venice w Kalifornii.
Samolot został częściowo zmodyfikowany przez nowych właścicieli. Na miejscu jednego ze zbiorników z paliwem umieszczono otwartą kabinę pasażerską. Tak zmodyfikowany Cloudster mógł przewozić do dziesięciu pasażerów. W 1925 roku samolot ponownie zmienił właściciela, tym razem zakupił go T. Claude Ryan – właściciel linii lotniczych Los Angeles-San Diego Air Line. Używany był często do przewożenia potencjalnych kupców działek na San Clemente Island. W tym okresie górne skrzydło i śmigło samolotu zostało uszkodzone przy lądowaniu. Skrzydło zostało przekazane na naprawę do zakładów Douglasa, a w tym samym czasie Ryan postanowił zmodyfikować i unowocześnić kadłub samolotu oraz kabinę pasażerską. Otwarty kokpit załogi został przeniesiony do przodu, pod górne skrzydło, a zamknięta kabina pasażerska została przeniesiona za kabinę pilotów. Umieszczono w niej dwa rzędy po pięć foteli (według innych źródeł samolot mógł przewozić 12 pasażerów). Zmodyfikowano także układ spalinowy silnika dodając dwie długie rury wydechowe odprowadzające spaliny nad skrzydła samolotu, z dala od kokpitu. Już w późniejszym czasie dodano okrągłą chłodnicę na wale śmigła, eliminując w ten oryginalny sposób dużą owiewkę śmigła i chłodnicę znajdującą się pod silnikiem. Tak zmodyfikowany samolot używany był do regularnych lotów pomiędzy Los Angeles a San Diego. Następnie – już po bankructwie linii Los Angeles-San Diego Air Line – był używany do lotów czarterowych.
W 1920 roku w Stanach Zjednoczonych wprowadzono prohibicję, co m.in. zwiększyło ruch turystyczny pomiędzy Stanami Zjednoczonymi a granicznymi miastami w Meksyku. Jednym z najbardziej popularnych celów turystyki alkoholowej było meksykańskie miasto Tijuana. Tuż przed świętami Bożego Narodzenia w 1926 roku, górska droga prowadzące do Tijuany od strony Meksyku została zalana przez gwałtowne opady deszczu i barom zagroził brak alkoholu dostarczanego tą drogą. Wynajęto wówczas kilka samolotów, między innymi Cloudstera, w celu dowiezienia brakującego alkoholu do pubów w Tijuanie. Po jednym z lotów Cloudster został wyczarterowany przez bogatego chińskiego biznesmena do lotu z Tijuany do Ensenady. Samolot przybył na miejsce przeznaczenia już po zachodzie słońca i pilot próbował lądować na plaży, jednak pechowo uderzył w wodę, uszkadzając nieco samolot. Szczęśliwie ani pilot, ani pasażerowie nie zostali ranni. W nocy samolot został całkowicie zniszczony przez silny wiatr i przypływ.